# KING'S
『KING'S』（キングス）は、日本のロックバンドであるRED WARRIORSの3枚目のオリジナル・アルバム。
1988年4月1日に日本コロムビアのBODYレーベルからリリースされた。前作『CASINO DRIVE』（1987年）からおよそ10か月ぶりにリリースされた作品であり、作詞はダイアモンド☆ユカイおよび木暮武彦が担当、作曲は全曲ともに木暮が担当、プロデュースは木暮および日本コロムビア所属の宗清裕之が担当している。
前2作に続く「ロックン・ロール3部作の完結編」であり、前2作に引き続きベルリン出身のマイケル・ツィマリングがレコーディング・エンジニアを担当している。前作の完成度に満足していた木暮は本作において新たなエフェクターやアンプを使用するなど積極的なギターのアプローチを試みている。本作からは先行シングルとして「ROYAL STRAIGHT FLUSH R & R」（1988年）がシングルカットされた他、本作はオリコンアルバムチャートにおいてLP盤が最高位第2位を獲得、総合では最高位第5位となった。

## 背景
日米合作映画『TOKYO-POP』（1988年）の主演に決定したダイアモンド☆ユカイは映画の撮影が開始されることとなったが、映画の撮影開始前にレコーディングが終了していたシングル「バラとワイン」が1987年4月21日にリリースされることとなった。同曲に関してユカイは「世界的なスタンダードになってもおかしくない楽曲」というほどの自信作であったが、オリコンチャートでは上位にチャートインせずユカイは落胆することとなった。木暮も同曲には自信を持っており、必ずヒットすると思われていたが叶わず、ユカイは映画撮影があったためにプロモーションができなかったことを一因として挙げている。一部ではユカイの映画出演によってバンド解散の危機に陥ったと言われていたが、ユカイはこれを否定し最もバンド活動のことを考えていた時期であると主張。また、仮にユカイが映画出演を拒否した上で同曲がヒットし、テレビ番組に多数出演するような事態になっていた場合は、本作も制作されず早期に解散していたとユカイは推測している。
映画撮影が終了した頃にはすでにコンサートツアーが200本ほど決定しており、ツアーを行いながらわずかな空き時間も2枚目のアルバム『CASINO DRIVE』（1987年）のレコーディングに追われる日々が続き、日本に帰国したばかりのユカイは全く休む暇がなかったと述べている。コンサートツアーを200本行うことの大変さをユカイは著書『成りさがり』の中で述べており、毎日同じ顔触れで移動後にリハーサルとライブ本番を行い、起床とともにまた移動するという繰り返しの中で日付や場所の感覚が失われていき、MCで名古屋のことを語っていたが会場は北海道であったりと当時の状況を振り返り「本当に頭がおかしくなってきそうだった」と述べている。ユカイはこの過酷なツアーがRED WARRIORSの解散時期を早めた原因となったことが確かであるとも述べている。

## 楽曲と音楽性
本作のプロデューサーである宗清裕之は本作が『LESSON 1』（1986年）、『CASINO DRIVE』（1987年）に次ぐ「ロックン・ロール3部作の完結編」であると位置づけている。また、本作では「PARTY IS OVER」を始めとしてギターに関する新たなアプローチが積極的に多数行われており、テクニックやフレージングのみならず、新しいエフェクターやアンプなども使用している。前作の完成度に満足していた木暮は、前作を超える作品を制作するために毎朝スタジオまで30分程度歩きながらアレンジを考えるなど、すべてにおいて大変な時期であったと述べている。
1.「KING'S ROCK'N' ROLL」
本曲に関して宗清は「ほとばしるようなヴォーカルは、これがR&Rだぜ、という自信に満ちた叫びにも聞える」と述べ、本作を受けて行ったコンサートツアー「KING'S ROCK'N' ROLL TOUR」がバンドのメッセージやビジュアル・イメージ、音楽性などすべてが一体化していたために「素晴らしいものであった」とも述べている。
5.「ANOTHER DAY, ANOTHER TIME」
宗清によれば「ディストーションのきいたギターが厚みのあるバッキングを形づくりながらも、変化するリズム・パターンと転調のくり返しがとても美しい作風をもった曲」であり、また、木暮が制作するラブソングは「バラとワイン」や「Sunday Sunshine」など前向きな明るい内容の曲が多いのに対し、ユカイが制作するラブソングは「PARTY IS OVER」や「OUTLAW BLUES」のように男臭さが目立つシリアスな内容の曲が多いことを指摘している。
6.「ROYAL STRAIGHT FLUSH R & R」
本作からの先行シングルとしてリリースされた。詳細は「ROYAL STRAIGHT FLUSH R & R」を参照。
7.「JAJAUMA-NARASHI」
過去のアルバムに1曲ずつ収録していたシャッフルおよびブギの楽曲であり、3作目となることから過去作よりも凝ったリズムアレンジになっている。そのためツアーで演奏することが楽しかったと木暮は述べたほか、本曲の歌詞については「相変わらずふざけた反抗をしている」と述べている。
9.「PARTY IS OVER」
宗清は「ミッキー吉野のオルガンとピアノが全体のムードをコントロールするロマンチックな曲調」であると述べたほか、RED WARRIORSの楽曲の中では「一風変わった仕上がり」であるとも述べている。また宗清によれば本曲の着想はフランク・シナトラが歌いそうな1950年代のアメリカン・ポピュラー・ソングのバラードから得ていると述べている。本曲の歌詞は映画『TOKYO-POP』における思い出を下敷きにユカイが作詞を行っている。
10.「IT'S ALL RIGHT」
本作のために木暮が本曲を制作してきた時にユカイは、「あ、俺たち、解散するかもしれないな」との感想を持ち、「まだまだ先は、長そうだぜ」という歌詞が嘘になるという予感がしたと後に述べている。

## リリース、チャート成績、批評
| 専門評論家によるレビュー | 専門評論家によるレビュー |
| レビュー・スコア         | レビュー・スコア         |
| 出典                     | 評価                     |
| ------------------------ | ------------------------ |
| CDジャーナル             | 肯定的                   |

本作は1988年4月1日に日本コロムビアのBODYレーベルからLP、CD、CTの3形態でリリースされた。本作からは同年3月10日に先行シングルとして「ROYAL STRAIGHT FLUSH R & R」がシングルカットされている。本作のLP盤はオリコンアルバムチャートにて最高位第2位の登場週数13回で売り上げ枚数は2.6万枚となり、CDおよびCTを含めた総合では最高位第5位の登場週数12回で、売り上げ枚数は8.9万枚となった。
音楽情報サイト『CDジャーナル』では「俺が王様」と歌う1曲目に関して、「ついにここまできたか、と思わず絶句しそう」と述べた上で同曲を始めとした「大ボラ・ロックンロールの大洪水」であると指摘したが、「ここまでやっくれると僕などは逆に気持ちがイイ」と好意的に解釈した上でメロディーやアレンジが拡大していることに対して「痛快丸かじりの一枚」と肯定的に評価した。
本作は1993年10月21日にCDのみ「CD文庫1500シリーズ」として廉価版が再リリースされた。2007年4月4日には5枚組CD+5枚組DVDのボックス・セット『Lesson 20 -RED WARRIORS 20th Anniversary Box-』に収録される形でデジタル・リマスタリング盤として再リリースされた。2012年7月4日にはタワーレコード限定で再リリースされた。その他、セルフカバー・アルバム『Re:Works』（2001年）において、「JAJAUMA-NARASHI」が再レコーディングされて収録された。

## 収録曲
- CD付属の歌詞カードに記載されたクレジットを参照[18]。

| #         | タイトル                      | 作詞                | 作曲      | 編曲         | 時間  |
| --------- | ----------------------------- | ------------------- | --------- | ------------ | ----- |
| 1.        | 「KING'S ROCK'N' ROLL」       | ダイアモンド☆ユカイ | 木暮武彦  | RED WARRIORS | 4:50  |
| 2.        | 「NEVER GIVE UP」             | 木暮武彦            | 木暮武彦  | RED WARRIORS | 4:53  |
| 3.        | 「SHAKIN' FUNKY NIGHT」       | 木暮武彦            | 木暮武彦  | RED WARRIORS | 4:10  |
| 4.        | 「THE DAY AFTER」             | ダイアモンド☆ユカイ | 木暮武彦  | RED WARRIORS | 4:50  |
| 5.        | 「ANOTHER DAY, ANOTHER TIME」 | 木暮武彦            | 木暮武彦  | RED WARRIORS | 4:35  |
| 合計時間: | 合計時間:                     | 合計時間:           | 合計時間: | 合計時間:    | 23:18 |

| #         | タイトル                              | 作詞                | 作曲      | 編曲         | 時間  |
| --------- | ------------------------------------- | ------------------- | --------- | ------------ | ----- |
| 6.        | 「ROYAL STRAIGHT FLUSH R & R」        | 木暮武彦            | 木暮武彦  | RED WARRIORS | 5:06  |
| 7.        | 「JAJAUMA-NARASHI」(じゃじゃ馬ならし) | 木暮武彦            | 木暮武彦  | RED WARRIORS | 3:58  |
| 8.        | 「WILD AND VAIN」                     | ダイアモンド☆ユカイ | 木暮武彦  | RED WARRIORS | 6:21  |
| 9.        | 「PARTY IS OVER」                     | ダイアモンド☆ユカイ | 木暮武彦  | RED WARRIORS | 4:09  |
| 10.       | 「IT'S ALL RIGHT」                    | RED WARRIORS        | 木暮武彦  | RED WARRIORS | 3:28  |
| 合計時間: | 合計時間:                             | 合計時間:           | 合計時間: | 合計時間:    | 23:02 |

| #         | タイトル                          | 作詞                | 作曲      | 編曲         | 時間  |
| --------- | --------------------------------- | ------------------- | --------- | ------------ | ----- |
| 11.       | 「MORNING AFTER」(-Live Version-) | 木暮武彦            | 木暮武彦  | RED WARRIORS | 5:12  |
| 12.       | 「STILL OF THE NIGHT」            | 木暮武彦            | 木暮武彦  | RED WARRIORS | 4:04  |
| 13.       | 「VIRGIN MARY」                   | ダイアモンド☆ユカイ | 木暮武彦  | RED WARRIORS | 4:56  |
| 合計時間: | 合計時間:                         | 合計時間:           | 合計時間: | 合計時間:    | 14:12 |

## スタッフ・クレジット
- CDインナーカバーに記載されたクレジットを参照[18]。

### RED WARRIORS
- 田所 “ダイアモンド☆ユカイ” 豊 – ボーカル、ハープ、ウクレレ、カズー
- 木暮 "Shäke" 武彦 – ギター、ボーカル、コーラス
- 小川清史 – ベース、コーラス
- 小沼達也 – ドラムス、パーカッション、コーラス

### 参加ミュージシャン
- ミッキー吉野 – キーボード（6, 9曲目）
- 宗清裕之 – キーボード（10曲目）

### 録音スタッフ
- 木暮武彦 – プロデューサー
- 宗清裕之 – プロデューサー
- マイケル・ツィマリング（V.F.V.スタジオ） – エンジニアリング
- 長島道秀 – アシスタント・エンジニア
- 南石聡巳 – アシスタント・エンジニア
- 猪股正幸 – アシスタント・エンジニア
- 金子実靖 – アシスタント・エンジニア
- M.HAMAMOTO – アシスタント・エンジニア
- 伊藤康弘 – アシスタント・エンジニア
- 北見弦一（日本コロムビア） – 追加エンジニア
- T.MATSUMOTO（スタジオパン） – 追加エンジニア

### 制作スタッフ
- 空田満（マザーエンタープライズ） – ゼネラルマネージャー
- みさわてつお（マザーエンタープライズ） – パーソナル・マネージャー
- 永野 "KAZUNI" 治 – インストゥルメント・テクニシャン
- 本木元（マザーエンタープライズ） – プロモーション・エージェント
- 佐藤庄平（マザーエンタープライズ） – プロモーション・エージェント
- やまぐちいずみ（日本コロムビア） – プロモーション・エージェント
- パール楽器製造 – スペシャル・サンクス
- ビル・ローレンス – スペシャル・サンクス
- モーリス楽器製造 – スペシャル・サンクス
- PGM – スペシャル・サンクス
- ダダリオ – スペシャル・サンクス
- 福田信（マザーエンタープライズ） – エグゼクティブ・プロデューサー

### 美術スタッフ
- 後藤繁雄 – クリエイティブ・ディレクション
- DIAMOND HEAD'S – アート・ディレクション、デザイン
- 三浦憲治 – 写真撮影
- かさいなつえ – スタイリスト（バンド）
- せむらまき – スタイリスト（モデル）

## チャート
| チャート         | 最高順位 | 登場週数 | 売上数  | 規格       | 出典  |
| ---------------- | -------- | -------- | ------- | ---------- | ----- |
| 日本（オリコン） | 2位      | 13回     | 2.6万枚 | LP         | [ 2 ] |
| 日本（オリコン） | 5位      | 12回     | 8.9万枚 | LP, CT, CD | [ 3 ] |

## リリース日一覧
| No. | リリース日     | レーベル                                   | 規格   | カタログ番号 | 備考 | 出典          |
| --- | -------------- | ------------------------------------------ | ------ | ------------ | --- | ------------- |
| 1   | 1988年4月1日   | 日本コロムビア／BODY                       | LP     | AF-7482      | |               |
| 2   | 1988年4月1日   | 日本コロムビア／BODY                       | CT     | CAR-1540     | |               |
| 3   | 1988年4月1日   | 日本コロムビア／BODY                       | CD     | 32CA-2231    | |               |
| 4   | 1993年10月21日 | 日本コロムビア／BODY                       | CD     | COCA-11121   | CD文庫1500シリーズ（廉価版）                                                                                       | [ 14 ] [ 1 ]  |
| 5   | 2007年4月4日   | コロムビア・ミュージックエンタテインメント | CD     | COZA-51037   | ボックス・セット『Lesson 20 -RED WARRIORS 20th Anniversary Box-』収録 紙ジャケット仕様、デジタル・リマスタリング盤 | [ 19 ] [ 20 ] |
| 6   | 2011年5月11日  | 日本コロムビア／BODY                       | AAC-LC | -            | 『Lesson 20』と同内容のデジタル・ダウンロード版（全13曲）                                                          | [ 21 ]        |
| 7   | 2012年7月4日   | Tower To The People                        | CD     | TWCP-18      | タワーレコード限定再発                                                                                             | [ 22 ]        |